# DaShaun Wood
DaShaun Wood (Detroit, 29 settembre 1985) è un ex cestista statunitense.
Giocava nel ruolo di playmaker.

## Carriera
Dopo aver giocato per quattro anni con l'università di Wright State, nel suo primo anno da professionista veste la maglia della Pallacanestro Cantù. Wood chiude la stagione canturina con 17,9 punti realizzati a partita, 3,4 assist e il 45% da tre punti, portando la sua squadra all'inaspettato traguardo dei playoff scudetto, conclusasi con l'eliminazione ai quarti di finale ad opera della Lottomatica Roma.
Nella stagione successiva passa alla Benetton Treviso, ma salta la prima parte del campionato per un infortunio. Con Treviso raggiunge la semifinale playoff di Serie A e i quarti di finale di Eurocup
Dopo aver saltato anche la stagione 2009-10 per infortunio, nel 2010 firma in Germania, a Francoforte. Viene nominato MVP della stagione regolare del campionato tedesco.
Nel 2011 passa all'Alba Berlino, con cui ha modo di giocare l'Eurocup. Nel 2012-13, alla sua seconda stagione nella capitale tedesca, raggiunge la Top 16 di Eurolega e vince la Coppa di Germania.
Nel 2013 firma a Le Mans, in Francia.

## Palmarès

### Squadra
- Coppa di Germania: 1

Alba Berlino: 2013
- Leaders Cup: 1

Le Mans: 2014

### Individuale
- Basketball-Bundesliga MVP: 1

Skyliners Frankfurt: 2010-11